# Notoglanidium
A Notoglanidium a sugarasúszójú halak (Actinopterygii) osztályának harcsaalakúak (Siluriformes) rendjébe, ezen belül a Claroteidae családjába tartozó nem.

## Rendszerezés
A nembe az alábbi 9 faj tartozik:
- Notoglanidium akiri (Risch, 1987) - korábban Anaspidoglanis akiri (Risch, 1987)
- Notoglanidium boutchangai (Thys van den Audenaerde, 1965) - korábban Anaspidoglanis boutchangai (Thys van den Audenaerde, 1965)
- Notoglanidium depierrei (Daget, 1979) - korábban Platyglanis depierrei Daget, 1979
- Notoglanidium macrostoma (Pellegrin, 1909) - korábban Anaspidoglanis macrostomus (Pellegrin, 1909)
- Notoglanidium maculatum (Boulenger, 1916)
- Notoglanidium pallidum Roberts & Stewart, 1976
- Notoglanidium pembetadi Vreven, Ibala Zamba, Mamonekene & Geerinckx, 2013
- Notoglanidium thomasi Boulenger, 1916
- Notoglanidium walkeri Günther, 1903 - típusfaj